# Futuna

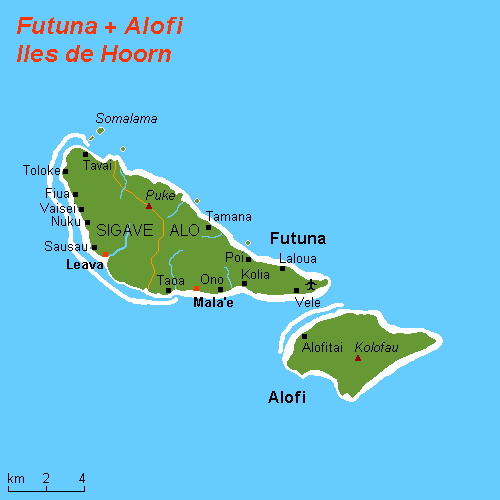
Futuna tại Quần đảo Horn

Futuna là một hòn đảo ở Thái Bình Dương, đảo thuộc Cộng đồng Hải ngoại Wallis và Futuna. Đây là một đảo trong Quần đảo Horn cùng với đảo Alofi. Futuna là tàn dư của một núi lửa cũ đã tắt, hiện có ranh giới là một viền san hô.
Dân số của đảo là 4.871 người (2003), với 2991 người ở Alo và 1880 ở Sigave. Điểm cao nhất Futuna là Núi Puke với 524 m, diện tích của hòn đảo là 64 km².

## Lịch sử
Futuna và Alofi lần đầu được thể hiện trên bản đồ của người châu Âu bởi Willem Schouten và Jacob Le Maire trong chuyến đi vòng qunh thế giới bằng đường biển của họ trên con tàu có tên là Eendracht vào năm 1616